# Meiacanthus ditrema
Meiacanthus ditrema là một loài cá biển thuộc chi Meiacanthus trong họ Cá mào gà. Loài này được mô tả lần đầu tiên vào năm 1976.

## Từ nguyên
Từ định danh ditrema được ghép bởi hai âm tiết trong tiếng Hy Lạp cổ đại: tiền tố di (δι; “hai, đôi”) và trêma (τρῆμα; “lỗ, hốc”), hàm ý đề cập đến cặp lỗ ở xương trên thái dương của loài cá này.

## Phân bố và môi trường sống
Từ quần đảo Ryukyu, M. ditrema có phân bố trải dài về phía nam đến bãi cạn Rowley (Tây Úc) và rạn san hô Great Barrier, về phía đông đến quần đảo Samoa.
M. ditrema thường được tìm thấy trên các rạn san hô có san hô mềm cỡ lớn phát triển, độ sâu đến ít nhất là 30 m.

## Mô tả
Chiều dài tổng lớn nhất được ghi nhận ở M. ditrema là 6,5 cm. Loài này có màu xám trắng với một sọc đen dọc theo lưng, sọc đen khác từ miệng kéo dài dọc bên lườn đến gốc vây đuôi, sọc ngắn nhất băng qua từ mắt hợp nhất với sọc lườn ở gốc vây ngực.
Số gai vây lưng: 5–6; Số tia vây lưng: 25; Số gai vây hậu môn: 2; Số tia vây hậu môn: 15–18.

## Phân loại
M. ditrema cùng với Meiacanthus urostigma được xếp vào phân chi Allomeiacanthus. Allomeiacanthus khác với những phân chi còn lại trong Meiacanthus, đáng chú ý nhất là có tuyến độc trong miệng nằm ở vị trí phía dưới và được bao bọc bởi xương răng, ngoài ra chúng không có đường bên và chỉ có 2 hốc (3 ở các phân chi khác) ở xương hàm dưới và xương sau thái dương.

## Sinh thái
Thức ăn của M. ditrema là động vật phù du. Chúng thường hợp thành nhóm trên các san hô mềm hoặc san hô đen.
Trứng của M. ditrema có chất kết dính, được gắn vào chất nền thông qua một tấm đế dính dạng sợi. Cá bột là dạng phiêu sinh vật, thường được tìm thấy ở vùng nước nông ven bờ.